# Florence Easton

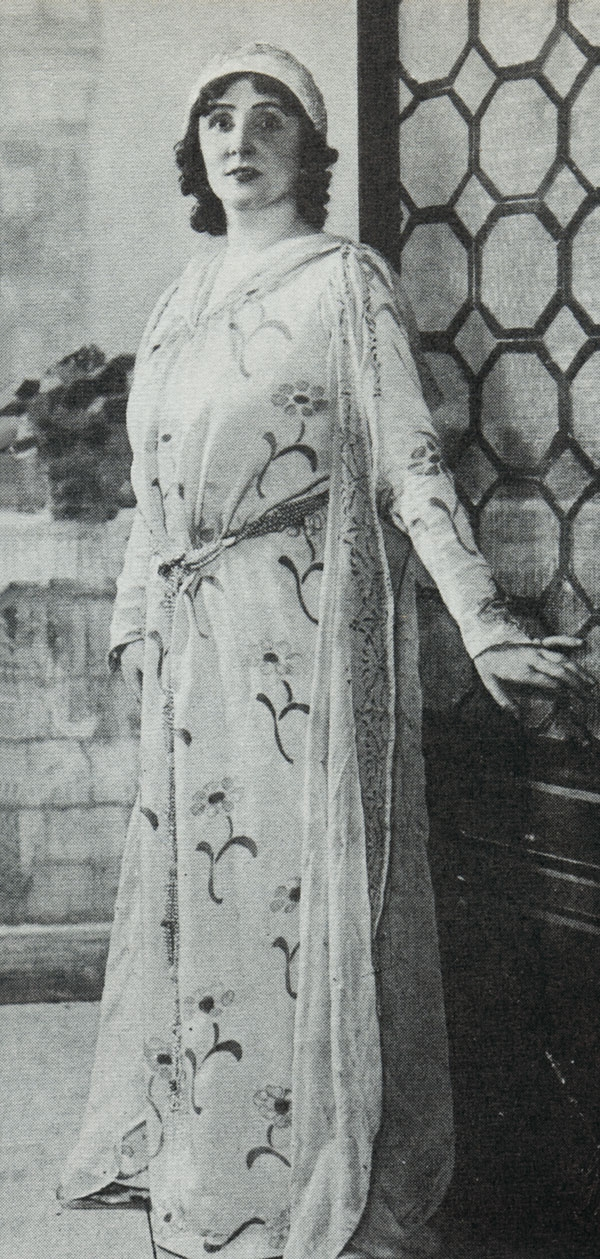
Florence Easton als Lauretta in Giacomo Puccini’s Gianni Schicchi (Foto vom 14. Dezember 1918).

Florence Gertrude Easton (* 25. Oktober 1882 in Middlesbrough, Yorkshire; † 13. August 1955 in New York City) war eine englische Opernsängerin (Sopran).

## Leben
Easton kam mit ihrer Familie 1888 nach Toronto und sang dort im Chor der Parkdale Methodist Church, wo ihre Eltern als Chorleiter und Organistin wirkten. Nach dem Tod der Mutter kehrte die Familie nach England zurück, und Easton besuchte 1900–1901 die Royal Academy of Music in London. 1902 ging sie nach Paris und nahm Unterricht bei Elliott Haslam. In der Saison 1902–1903 debütierte sie in der Kompanie der Moosy-Manners Opera. Hier lernte sie den Tenor Francis Maclennan kennen, den sie 1904 heiratete.
Mit ihrem Mann tourte Eaton von 1905 bis 1907 mit der Savage English Grand opera durch Nordamerika. 1907 traten bei zur Eröffnung des Walker Theatre in Winnipeg in Madama Butterfly auf. 1907 wurde Eaton Primadonna an der Hofoper in Berlin. Sie blieb hier bis 1913, wurde dann Primadonna an der Hamburgischen Staatsoper (bis 1915). Ihr Mann war dabei bis 1915 mit ihr gemeinsam engagiert.
Sie ging mit ihm 1915 in die USA zurück (wo sie sich aber trennten) und war 1916/17 an der Chicago Opera.
1917 sang sie die Serpina in der nordamerikanischen Erstaufführung von Pergolesis La serva padrona. Im gleichen Jahr debütierte sie als Santuzza in Cavalleria rusticana an der Metropolitan Opera, wo sie in den folgenden zwölf Saisons Titel- bzw. Hauptrollen u. a. in Carmen, La Gioconda, Tannhäuser, Tosca, Tristan und Isolde, Turandot und Der Rosenkavalier übernahm. Sie wirkte in dieser Zeit auch an mehreren Ur- bzw. Erstaufführungen mit, so von Giacomo Puccinis Gianni Schicchi, Deems Taylors The King's Henchman, Edward W. Naylors The Angelus und Ernst Kreneks Jonny spielt auf.
In den 1920er Jahren vertiefte Easton ihre Ausbildung als dramatischer Sopran bei der berühmten Lehrerin Anna Schoen-René. In den 1930er Jahren trat sie häufig an der Covent Garden Opera in London auf, bevor sie 1936 mit ihrem zweiten Mann nach New York ging. Dort trat sie weiterhin als Sängerin auf und unterrichtete ab Ende der 1930er Jahre bis 1943 an der Juilliard School of Music. Im Dezember 1943 gab sie ihr Abschiedskonzert in der New Yorker Town Hall und zog dann mit ihrem Mann nach Montreal. Dort gab sie privaten Gesangsunterricht. 1950 kehrte sie nach New York zurück, wo sie auch wieder einige Schüler unterrichtete. Zu internationalem Erfolg brachten es u. a. der Tenor Arthur Carron, die Sopranistin Nadine Conner und der Bariton John Stratton.
Insgesamt soll Eaton in ihrer Laufbahn um die 150 Rollen gesungen haben. Sie nahm auch zahlreiche Aufnahmen für Aeolian-Vacalion (1918–1920), Brunswick (1921–1928), Edison (1928) und His Master’s Voice (um 1930; u. a. das Finale aus Siegfried mit Lauritz Melchior) auf, aus späteren Jahren existieren verschiedene private Aufnahmen.